# Cap Enderrocat - Cap Blanc
Cap Enderrocat - Cap Blanc este o arie protejată (sit de importanță comunitară — SCI, arie de protecție specială avifaunistică — SPA) din Spania întinsă pe o suprafață de 11.574,2 ha, integral pe uscat.

## Localizare
Centrul sitului Cap Enderrocat - Cap Blanc este situat la coordonatele 39°27′44″N 2°43′38″E / 39.4622°N 2.7272°E.

## Înființare
Situl Cap Enderrocat - Cap Blanc a fost declarat arie de protecție specială avifaunistică în martie 2006 pentru a proteja 3 specii de plante și 77 de specii de animale. Situl a fost protejat și ca sit de importanță comunitară în iulie 2000.

## Biodiversitate
Situată în ecoregiunile marină mediteraneană și mediteraneană, aria protejată conține 14 habitate naturale: Pante stâncoase calcaroase cu vegetație casmofită, Lagune de coastă, Phrygana endemică cu Euphorbio-Verbascion, Tufărișuri halofile mediteraneene și termo-atlantice (Sarcocornetea fruticosi), Iazuri temporare mediteraneene, Tufărișuri halo-nitrofile (Pegano-Salsoletea), Straturi cu Posidonia (Posidonion oceanicae), Păduri de Olea și Ceratonia, Tufărișuri termo-mediteraneene și de pre-deșert, Stepe sărăturate mediteraneene (Limonietalia), Ape puternic oligomezotrofe cu vegetație bentonică cu Chara spp., Pseudostepă cu ierburi și specii anuale de Thero-Brachypodietea, Izvoare petrifiante cu formare de travertin (Cratoneurion), Faleze cu vegetație de Limonium spp. endemic de pe coastele mediteraneene.
La baza desemnării sitului se află mai multe specii protejate:
- plante (3): Helianthemum caput-felis, Marsilea strigosa, Petalophyllum ralfsii
- păsări (74): fluierar de munte (Actitis hypoleucos), ciocârlie-de-câmp (Alauda arvensis), alca (Alca torda), Alectoris rufa, fâsă-de-câmp (Anthus campestris), lăstunul mare (Apus apus), Apus pallidus, ciuf de câmp (Asio flammeus), pasărea ogorului (Burhinus oedicnemus), ciocârlie-cu-degete-scurte (Calandrella brachydactyla), Calonectris diomedea, cânepar (Carduelis cannabina), sticlete (Carduelis carduelis), scatiu (Carduelis spinus), florinte (Chloris chloris), Cisticola juncidis, porumbel (Columba livia), corb (Corvus corax), prepeliță (Coturnix coturnix), cuc (Cuculus canorus), presură sură (Emberiza calandra), șoim călător (Falco peregrinus), vânturel roșu (Falco tinnunculus), muscar negru (Ficedula hypoleuca), cinteză (Fringilla coelebs), Galerida theklae, Hieraaetus fasciatus, rândunică (Hirundo rustica), sfrâncioc cu cap roșu (Lanius senator), Larus audouinii, pescăruș negricios (Larus fuscus), Larus michahellis, pescăruș râzător (Larus ridibundus), forfecuță gălbuie (Loxia curvirostra), privighetoare (Luscinia megarhynchos), gaia roșie (Milvus milvus), mierlă albastră (Monticola solitarius), codobatură galbenă (Motacilla alba), muscar sur (Muscicapa striata), pietrar mediteranean (Oenanthe hispanica), pietrar sur (Oenanthe oenanthe), grangur (Oriolus oriolus), ciuf-pitic (Otus scops), pițigoi mare (Parus major), vrabie (Passer domesticus), vrabie de stâncă (Petronia petronia), Phalacrocorax aristotelis desmarestii, codroș de munte (Phoenicurus ochruros), codroșul de pădure (Phoenicurus phoenicurus), pitulice de munte (Phylloscopus collybita), pitulice-fluierătoare (Phylloscopus trochilus), brumăriță de pădure (Prunella modularis), Puffinus puffinus mauretanicus, mărăcinar (Saxicola rubetra), mărăcinar negru (Saxicola torquatus), sitar de pădure (Scolopax rusticola), cănăraș (Serinus serinus), chiră de mare (Sterna sandvicensis), turturică (Streptopelia turtur), graur (Sturnus vulgaris), silvie cu cap negru (Sylvia atricapilla), silvie de zăvoi (Sylvia borin), silvie roșcată (Sylvia cantillans), Sylvia conspicillata, silvie mediteraneană (Sylvia melanocephala), Sylvia sarda, silvie de tufiș (Sylvia undata), pănțărușul (Troglodytes troglodytes), mierlă (Turdus merula), sturz-cântător (Turdus philomelos), mierlă gulerată (Turdus torquatus), strigă (Tyto alba), pupăză (Upupa epops), nagâț (Vanellus vanellus)
- mamifere (1): delfin mare (Tursiops truncatus)
- reptile (2): Caretta caretta, țestoasă bănățeană (Testudo hermanni)

Pe lângă speciile protejate, pe teritoriul sitului au mai fost identificate 1 specie de amfibieni, 11 specii de mamifere, 6 specii de pești, 3 specii de reptile.